# 达尼埃尔·菲尼奥勒
皮埃爾-厄斯塔什·達尼埃爾·菲尼奧勒（法語：Pierre-Eustache Daniel Fignolé，法語發音：[pjɛʁ østaʃ danjɛl fiɲɔle]；1913年11月11日—1986年8月27日），是海地工人領袖並曾在1957年出任3星期總統，他在太子港工人中很受歡迎，他可以在片刻的通知後呼籲他們舉行大規模抗議活動，被稱為“woulokonpresè，即海地克里奧爾語中的壓路機。

## 早期生活
菲尼奧勒出生於泰爾沿一個貧困的家庭，並在14歲時遷至太子港以尋求教育和工作。儘管由於長期營養不良不斷生病，但他後來成為太子港富裕家庭的教稍。

## 政治生涯
菲尼奧勒在1942年創立被稱為Chantiers的自由主義報章，穆拉托人被指責為自私自利，和主張廣泛的社會計劃以提升廣大黑人的地位，穆拉托人總統埃利·萊斯科下令查封報章和開除他在政府中的教職並監視他。
他繼續他的政治活動，迅速成為太子港的貧窮工人階級間知名英語教授，他慷慨激昂的演說，寫作和領導工人罷工。他被稱為壓路機，具有令城市貧民示威遊行瞬間淹沒街道的力量。
次年，他同意領導解放工人運動報Paysan（農民工報），為海地歷史上最有組織的勞工政黨。它包括工廠工人，碼頭工人，液壓工，加油站工人，理髮師，甜點廚師，和其他部門的勞動者。他在33歲時想競選海地總統，但被海地憲法禁止。

## 短命總統
在1957年5月25日，因選舉過程混亂和不斷上升的內亂，因為他在太子港無與倫比的聲望，菲尼奧勒被任命為臨時大總統。他向支持者承諾將提高每日最低工資，並表示決心留在政府裡，惹怒了他的對手。
雖然菲尼奧勒承諾實行羅斯福式的新政並明確地反對共產主義，他的政治傾向早已使他成為冷戰時代的美國行政當局的眼中釘。美國中央情報局局長艾倫·杜勒斯提醒總統艾森豪，說菲尼奧勒有“強大的左派傾向”。美國行政當局拒絕承認菲尼奧勒政府，艾森豪告訴法國大使，菲尼奧勒的政治綱領被視為“與蘇聯相媲美。他擔心菲尼奧勒是另一個哈科沃·阿本斯。
菲尼奧勒只當權19天便在美國預知情況下被海地軍隊推翻，軍隊闖進了總統室迫使他在槍口簽署了辭職信，並捆綁他進入了一架等候的汽車。
他後來流亡到紐約市，菲尼奧勒指責弗朗索瓦·杜瓦利埃推翻他，並對他要求復職置若罔聞。一連幾天，菲尼奧勒在貧民區騷亂，後被軍政權安托万·凯布罗士兵鎮壓。
因關係到軍隊，杜瓦利埃贏得了假選舉成為國家元首。他家族的殘暴獨裁政權將持續統治海地29年。

## 流亡後回國
在1986年，讓-克洛德·杜瓦利埃倒台，73歲的他回到太子港，但幾個月後去世。